# Rio Arrats
O rio Arrats é um rio localizado no sudoeste de França (departamentos de Hautes-Pyrénées, Gers e Tarn-et-Garonne) , com 162 km de comprimento, afluente pela margem esquerda do rio Garona (Garonne). Nasce nos Pirenéus, perto de Sariac-Magnoac. Flui para norte através dos seguintes departamentos e comunas:
- Hautes-Pyrénées
- Gers: Castelnau-Barbarens, Aubiet, Mauvezin, Saint-Clar

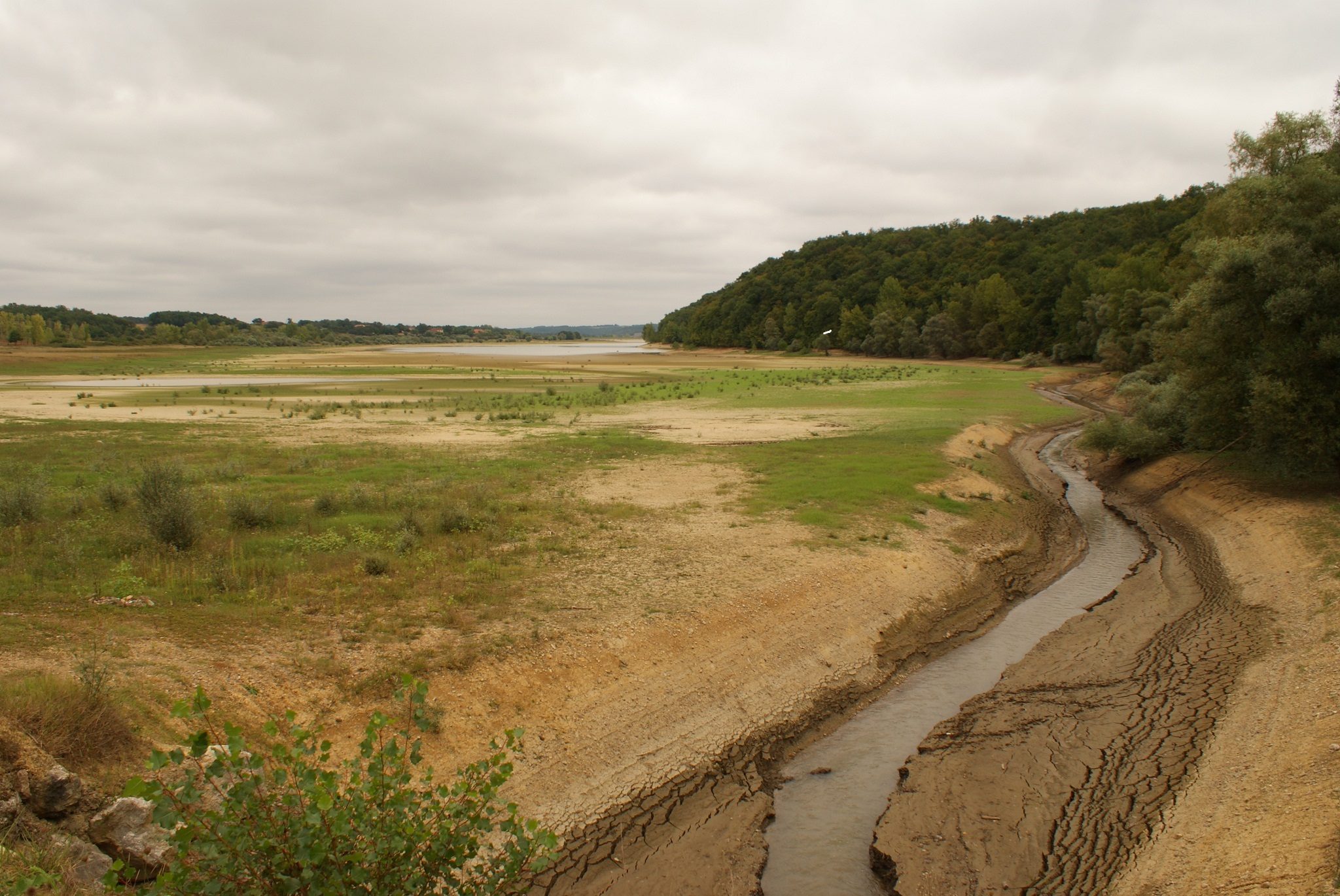
O Arrats junto ao "Réservoir de l'Astarac"

- Tarn-et-Garonne: Saint-Loup